# Nat Adderley junior

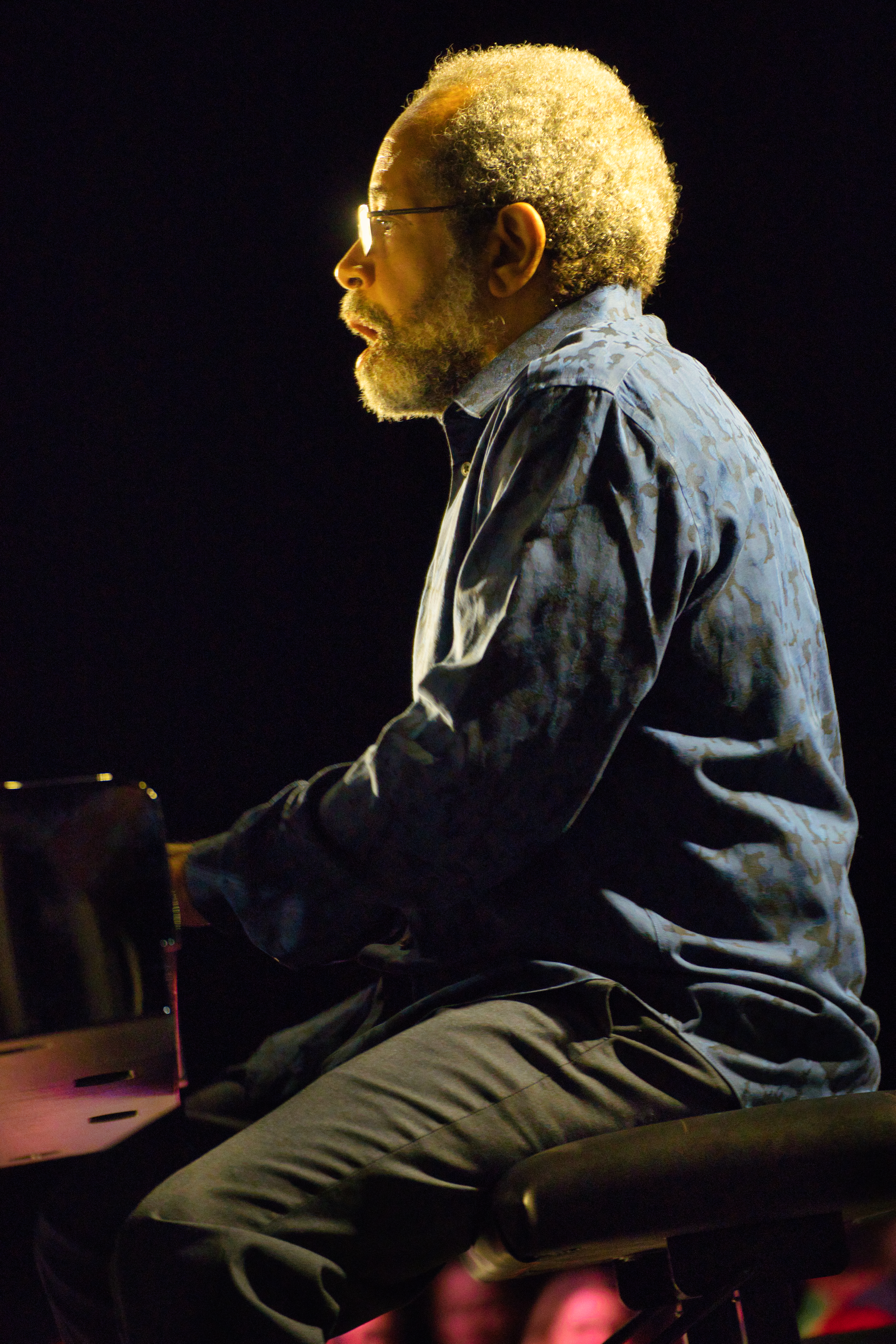
Nat Adderley junior auf dem INNtöne Jazzfestival 2021

Nat Adderley junior (* 23. Mai 1955 in Quincy, Florida) ist ein US-amerikanischer Arrangeur, Komponist und Pianist in Bereich der Pop-, R&B und Jazzmusik.

## Leben und Wirken
Adderley stammt aus einer bekannten amerikanischen Musikerfamilie; sein Vater war der Kornettist Nat Adderley, sein Onkel der Altsaxophonist Cannonball Adderley. Er wuchs in Teaneck, New Jersey auf und begann früh mit dem Klavierspiel. Als er elf Jahre war, nahmen Cannonball und sein Vater Nat seine Komposition I’m on My Way auf, die auf dem Album Why Am I Treated So Bad! (Capitol, 1967) erschien.
Seine berufliche Karriere fand dann zunächst außerhalb des Jazz in der Pop- und R&B-Szene statt, vorwiegend als musikalischer Leiter und Arrangeur für den Sänger Luther Vandross, den er Mitte der 1970er Jahre als Student an der New Yorker LaGuardia High School of Music and Art kennenlernte. 1979 setzte er sein Studium der African-American Studies im Graduiertenprogramm der Yale University in Houston, Texas fort, wo er mit Arnett Cobb und Eddie „Cleanhead“ Vinson spielte. 1981 arrangierte Adderley Songmaterial für Vandross’ erstes Hit-Album Never Too Much. Bis zum Februar 2003 arbeitete er mit dem R&B-Sänger, bis Vandross einen Schlaganfall erlitt und seine Karriere beenden musste. Er spielte außerdem mit Künstlern wie Aretha Franklin, Natalie Cole, Gregory Hines, Miles Jaye und Mavis Staples. In seinen späteren Jahren kehrte er zum Jazz zurück und trat mit eigenen Kompositionen auf. Er wirkte bei einem Tribut-Konzert mit dem Saxophonisten Tom Scott für Cannonball und Nat Adderley mit; außerdem ist er Begleitmusiker für die Sängerin Paulette McWilliams.
In einem Interview 2009 mit dem Star-Ledger nannte er Kenny Barron, Herbie Hancock, Cedar Walton und Joe Zawinul als wichtige Einflüsse. Er lebt in West Orange (New Jersey).